# Nathalis plauta
Nathalis plauta är en fjärilsart som beskrevs av Doubleday 1847. Nathalis plauta ingår i släktet Nathalis och familjen vitfjärilar. Inga underarter finns listade i Catalogue of Life.